# Grimmen
Grimmen – miasto w Niemczech, w kraju związkowym Meklemburgia-Pomorze Przednie, w powiecie Vorpommern-Rügen. Do 3 września 2011 siedziba powiatu Nordvorpommern.

## Toponimia
Nazwa miasta ma pochodzenia słowiańskie, od słowa grim, oznaczającego bagnisty, podmokły teren. W języku polskim rekonstruowana jako Grzymie, Grzym.

## Współpraca
Miejscowości partnerskie:
- Châteaulin, Francja
- gmina Czaplinek, Polska
- Kamień Pomorski, Polska
- Osterholz-Scharmbeck, Dolna Saksonia
- Staffanstorp. Szwecja